# Geografia fizyczna kompleksowa
Geografia fizyczna kompleksowa – dyscyplina naukowa w obrębie geografii fizycznej, nauka o budowie, organizacji, zróżnicowaniu i funkcjonowaniu środowiska przyrodniczego traktowanego jako całość. Środowisko jest rozpatrywane jako zespół zróżnicowanych krajobrazów — system złożony z powiązanych i wzajemnie ze sobą oddziaływających komponentów. 
Jako synonimy geografii fizycznej kompleksowej funkcjonują również określenia geografia krajobrazu oraz geoekologia.
Geografia fizyczna kompleksowa dzieli się na: geografię fizyczną ogólną, geografię fizyczną regionalną, naukę o krajobrazie, paleogeografię, geografię fizyczną stosowaną i geochemię krajobrazu.  
Do połowy XIX w. na przyrodę i geografię patrzono holistycznie (całościowo). Od tego czasu rozpoczął się, spowodowany zwiększaniem się ilości wiedzy, podział geografii i rozwój dyscyplin szczegółowych, jak geomorfologia, hydrologia, klimatologia etc. Obok nich rozwijała się, zainspirowana ideami Alexandra von Humboldta, kompleksowa geografia fizyczna łącząca różne działy geografii fizycznej. Gwałtowny rozwój tej dyscypliny nastąpił dopiero od połowy XX wieku. 
Geografia fizyczna kompleksowa syntezuje wiedzę dotyczącą budowy, organizacji i funkcjonowania, w różnych skalach, wielowymiarowego systemu środowiska przyrodniczego, które zmienia się pod wpływem sił naturalnych lub pod wpływem działań człowieka. Podstawą geografii fizycznej kompleksowej są 3 aksjomaty sformułowane przez E. Neefa: aksjomat planetarny, aksjomat krajobrazowy i aksjomat chronologiczny. 